# ホルリウカ攻勢
ホルリウカ攻勢（ホルリウカこうせい）またはホルリウカ攻防戦（英: Horlivka offensive, 露: Бои за Горловку）は、現在進行中のウクライナ、ドネツク人民共和国 (DPR)の支配をめぐる2022年ロシアのウクライナ侵攻における作戦の戦域の一つである。ウクライナ軍はドネツク人民共和国の都市ホルリウカ（宇: Горлівка、ロシア語名：ゴルロフカ）に向けて進軍を開始した。
3月2日、ウクライナ顧問のオレクシー・アレストヴィッチは、ウクライナ軍が戦争中初めて攻勢に転じ、ホルリウカに向けて前進したと発表した。イーホル・ジダーノフ (Ігор Олександрович Жданов)によるウクライナ情報防衛局はのちに、ホルリウカ市の一部をウクライナ軍が占領したという「報告がある」と発表した。